# 雨夜譚
『雨夜譚（あまよがたり）』は渋沢栄一の自伝。
明治20年（1887）に門弟たちに前半生を語った記録である。
『青淵先生六十年史』内に、「此書ハ先生子弟ノ請ニヨリ明治二十年深川福住町ノ邸ニ於テ幼時ヨリ明治六年退官マテノ経歴ヲ談話セラレタルヲ筆記シタルモノナリ」と、執筆由来が記されている。

## 出版史
- 1887年の談話録の時点では筆記本だった。
- 1900年 『青淵先生六十年史』の冒頭部で活字になり、制作由来が記された。
- 1968年 『渋沢栄一伝記資料 別巻第5』[2]に収採。
- 1984年 岩波文庫[3]に収録。（底本は上記『渋沢栄一伝記資料 別巻第5』）

## 内容
各巻内の見出しは岩波文庫版による
。

### 巻之一
余が少年時代
1840年    武蔵国（現在の埼玉県深谷市）に生まれる。
1845年    読み書きをはじめる。
1853年   家業（農耕、養蚕、藍玉製造）を助けて働く。
立志出郷関
1863年    攘夷のため高崎城占領と横浜焼き討ちを計画。しかし八月政変前後の京都を見てきた尾高長七郎の説得で断念。

### 巻之二
浪人生活
一橋家出仕
1864年   京都で 平岡円四郎の薦めにより一橋慶喜に仕える。
兵隊募集の苦心
産業奨励と藩札発行
1865年    歩兵取立御用掛、勘定組頭となり、年貢米直売、硝石製造、藩札発行など一橋家財政充実に働く。

### 巻之三
幕府出仕
1866年    慶喜が将軍になり、栄一は幕臣になる。陸軍奉行支配調役。
外国行
1867年    徳川昭武に従いパリ万国博覧会 (1867年)に行く。博覧会の後にスイス、オランダ、ベルギー、イタリア、イギリスを見学。

### 巻之四
帰朝と形勢の一変
静岡藩出仕と常平倉
1868年    幕府が瓦解。朝廷の命令で日本に帰る。静岡藩の勘定組頭になる。商法会所を設立。
明治政府出仕
1869年    大隈重信の説得で民部省の租税正（現在の主税局長相当）になる。改正局を設置、その掛長を兼任。

### 巻之五
在官中の事業
1870年    改正局で租税、貨幣、度量衡制度などの改正案を作成。
1871年    廃藩置県。藩札引き換え。井上馨の下で大蔵大丞となる。大蔵卿の大久保利通と予算配分について議論。紙幣頭を兼任。
1872年    大蔵少輔事務取扱（事実上の大蔵次官）。地租改正局設置。第一国立銀行設立準備。
退官と建白書
1873年    大蔵大輔井上馨が辞任。栄一も大蔵省を辞任。予算作成についての建白書を提出。以後は民間実業家になる。

## 『雨夜譚』以後の渋沢
1873年（明治6年、渋沢33歳）に民間実業家になってからの渋沢の業績は『雨夜譚』からは知ることはできない。後半生の回顧録としては『青淵回顧録』（小貫修一郎編著 青淵回顧録刊行会 1927）などがある。

## 雨夜譚会談話筆記
『雨夜譚会談話筆記』とは、渋沢栄一の嫡孫渋沢敬三が主唱し、大正15年（1926）10月15日から昭和5年（1930）7月8日まで31回にわたり、栄一の回想を聞いてまとめたもの。名を明治20年の談話録『雨夜譚』からとっているが、子弟に対する談話である以外に共通点はない。
直接伝記をまとめるためではなく、後世のための資料を残す目的だった。
『渋沢栄一伝記資料 別巻第5』 （渋沢栄一伝記資料刊行会 1968）内に収録されている。
/ デジタル版渋沢栄一伝記資料 57巻8章 雨夜譚会 も参照。

## 主な新版
- 『雨夜譚　渋沢栄一自伝』 長幸男校注、岩波文庫、1984年、新版2019年
- 『渋沢栄一自伝　雨夜譚・青淵回顧録〈抄〉』 井上潤解説、角川ソフィア文庫、2020年
- 『渋沢栄一自伝　渋沢栄一の『雨夜譚』を「生の言葉」で読む。』 興陽館、2021年